# Львівський промисловий музей
Львівський міський промисловий музей — колишній музей у Львові, нині Музей етнографії та художнього промислу Інституту народознавства НАН України.

## Історія
Заснований на поч. 1870-х рр. з ініціативи ремісників та інтелігенції м. Львів. Мета ініціативи полягала в тому, щоб шляхом комплектування і систематизації зразків продукції значної мистецької та наук. цінності сприяти вдосконалюванню в краї технологій виготовлення та естетики пром. і ремісничих виробів. Орг. вирішення справи створення музею перебрали на себе професор Львів. політехніки, архіт. Ю.Захарієвич (1872 він надіслав до Міської управи пропозицію щодо заснування Пром. музею на держ. утриманні) та політ. діяч, бургомистр Львова Ф.Земялковський. 1873 був утворений спец. к-т, який підготував статут музею і почав збирати кошти на його (музею) потреби. Перші пожертви зробили: приватні особи — львів. міщанин Ф.Балутовський (6 тис. флоринів), кн. Л.Сапєга, графи Вол. Дідушицький і К.Лянцкоронський та ін.; юрид. особи — управа Львова (3 тис. флоринів), Галицька крайова управа (1 тис. флоринів), Торг. палата, Галицький іпотечний банк, дирекція залізниці. Цього ж року к-т закупив на Всесвітній виставці у Відні перші предмети для музею — витвори західноукр. худож. пром-сті — й передав їх разом із рештою зібраних коштів Міській управі. Для розміщення експозицій музею Міська управа тимчасово виділила будинок міськ. стрілец. т-ва. 13 травня 1874 був затверджений перший статут музею. Згідно з його положеннями, справами закладу відала Надзірна рада, яка для оперативного управління музеєм обирала зі свого складу виконавчий к-т. Першим головою цього к-ту став Ф.Балутовський, його заступником — Л.Вежбицький (він же був безпосереднім керівником музею). Перша експозиція відкрилася в липні 1874 під назвою «Міський промисловий музей». Від 1875 (і до 1930-х рр.) при музеї діяла школа малювання і моделювання для перепідготовки ремісників. 1877 музей і його школу розмістили в будинку ратуші. 1880 збірка музею налічувала понад 10 тис. предметів. Щоб збудувати для музею і його школи окреме приміщення, Галицька ощадна каса створила 1888 фундацію у 400 тис. флоринів. 1904 на вул. Гетьманській, 20 (нині проспект Свободи, приміщення Національного музею у Львові) постав новий будинок, а 2 січня 1905 в ньому для публічного доступу була відкрита експозиція музею. Музей влаштовував виставки, лекції, інформації, короткотермінові курси, публікував книги, у тому числі ілюстровані (серед них: 10 зошитів «Зразків домашнього промислу селян на Русі» і 2 зошити часопису «Художній промисел»).
1939, після приєднання Зх. України до УРСР (див. Возз'єднання українських земель в єдиній державі), музей був націоналізований (підпорядковувався К-ту РМ УРСР у справах мист-в) і перейменований на «Музей художнього промислу». Його фонди були поповнені збірками націоналізованих приватних музеїв і колекцій: Любомирських, Дідушицьких, Лянцкоронських, а також держ. інституцій — міськ. б-ки ім. Б.Бруніцького, Держ. музею ім. Л.Пінінського, Публічної збірки ім. Б.Ожеховича.
1941 музейна збірка нараховувала бл. 22 тис. предметів: виробів худож. промислів, зразків нар. мист-ва, гравюр, літографій, фото, діапозитивів тощо. Бібліотечне зібр. включало понад 5 тис. назв видань (11 680 примірників книг).
Під час окупації Львова в роки німецько-рад. війни 1941–45 (див. Друга світова війна) понад 2300 музейних пам'яток зникло.
Після звільнення Львова військами Червоної армії (див. Радянська армія) музей був відновлений (у липні 1944), для відвідувачів його експозиція була відкрита 1947.
1951 музей разом з Держ. музеєм етнографії АН УРСР (створений на основі етногр. збірки Музею Наукового товариства імені Шевченка) був об'єднаний в Укр. держ. музей етнографії та худож. промислу АН УРСР (нині Музей етнографії та художнього промислу Ін-ту народознавства НАН України; див. Музей етнографії та художнього промислу; розміщується в будинку колиш. Галицької ощадної каси — проспект Свободи, 15).